# Archips taiwanensis
Archips taiwanensis is een vlinder uit de familie van de bladrollers (Tortricidae). De wetenschappelijke naam van de soort is voor het eerst geldig gepubliceerd in 1985 door Atsushi Kawabe.

## Type
- holotype: "male. 27-29.VII.1983. leg. A. Kawabe"
- instituut: USNM, Washington, DC, USA
- typelocatie: "Taiwan, Nantou Hsien, Lushan Spa, 1200 m"